# Der Gevattersmann
Der Gevattersmann ist ursprünglich der Titel eines für die Jahre 1845–1848 (in 4 Jahrgängen) erschienenen illustrierten Kalenders (Almanach) des Schriftstellers Berthold Auerbach (1812–1882), eines Burschenschafters, der sich auch politisch betätigte. Insgesamt erschienen vier Jahrgänge der „Volksschrift“ / des „Volksbuches“ bzw. des Kalenders „für den Stadt- und Landbürger“.
Der Gevattersmann fand rasche Verbreitung.
Wie auch dem Hebelschen Schatzkästlein hatte Auerbachs Gevattersmann der berühmt gewordene Kalender Poor Richard’s Almanack (Almanach des Armen Richard) von Benjamin Franklin als Vorbild gedient.
Die Geschichten des Gevattermanns erschienen später zu einem Sammelband vereint als Buch (Schatzkästlein des Gevattersmanns).
Die Geschichten erschienen in Karlsruhe (Fr. Gutsch & Rupp) und in Braunschweig (Georg Westermann), das Schatzkästlein des Gevattersmanns in Stuttgart und Augsburg (J. G. Cotta’scher Verlag).

„… In Baiern ist der Gevattersmann verboten worden." kommentierte eine Notiz in der Zeitschrift "Europa" im Jahr 1844 das erste Erscheinen des Kalenders "Der Gevattersmann für 1845".“

## Einzelnachweis und Fußnoten
1. ↑  vgl. Benjamin Franklin's Rules for a club established in Philadelphia, S.29
2. ↑  Der Gevattersmann. Volksbuch für 1847